# Erdal Sezek
Erdal Sezek (* 10. Januar 1980 in Kiğı) ist ein türkischer ehemaliger Fußballspieler.

## Karriere

### Vereinskarriere
Erdal Sezek begann mit dem Vereinsfußball als Zehnjähriger in der Jugendabteilung von Bakırköyspor und erhielt dort im Sommer 1998 einen Profivertrag. Er spielte auf Anhieb als Stammspieler bei den Profis.
Nachdem er ein Jahr hier gespielt hatte, wechselte er zum Drittligisten Üsküdar Anadolu Spor. Nach zwei Jahren bei diesem Verein spielte er der Reihe nach bei Beylerbeyi, wieder Üsküdar Anadolu Spor, Alanyaspor und Beypazarı Şekerspor. Dabei gelang ihm 2003/04 mit Alanyaspor die Meisterschaft in der TFF 3. Lig und damit der Aufstieg.
Ab Sommer 2008 spielte er für eineinhalb Jahre bei Mersin İdman Yurdu und stieg mit diesem Klub in seiner ersten Spielzeit als Vizemeister der TFF 2. Lig in die TFF 1. Lig auf.
Die Rückrunde der Spielzeit 2009/10 verbrachte er dann bei Şanlıurfaspor.
Zur Saison 2010/11 wechselte er zu Elazığspor und feierte mit diesem Verein am Ende seiner ersten Saison die Meisterschaft der TFF 2. Lig und damit den direkten Aufstieg in die TFF 1. Lig. In seinem zweiten Jahr kam er als Ergänzungsspieler lediglich zu einigen wenigen Einsätzen. Am vorletzten Spieltag schaffte man den sicheren Aufstieg in die Süper Lig.
Zur Saison 2012/13 wechselte er zum Drittligisten Yeni Malatyaspor. Im Januar 2014 erklärte er seine Karriere für beendet.

## Erfolge
- Mit Alanyaspor:
  - 2003/04  Aufstieg in die TFF 2. Lig
  - 2003/04  Meisterschaft der  TFF 3. Lig

- Mit Mersin İdman Yurdu:
  - 2008/09 Aufstieg in die TFF 1. Lig
  - 2008/09 Vizemeisterschaft der  TFF 2. Lig

- Mit Elazığspor:
  - 2010/11 Aufstieg in die TFF 1. Lig
  - 2010/11 Meisterschaft der TFF 2. Lig
  - 2011/12 Aufstieg in die Süper Lig